# NGC 2521
NGC 2521 (również PGC 22866 lub UGC 4235) – galaktyka eliptyczna (E-S0), znajdująca się w gwiazdozbiorze Rysia. Odkrył ją John Herschel 9 lutego 1831 roku.